# Зеброва неритина
Зебровата неритина (Neritina zebra) е вид морски охлюв, морско мекотело от коремоноги в семейството на Neritidae.

## Разпространение
Естественото местообитание на този вид охлюв е Азия, Южна Африка и Австралия, в страните Тринидад и Тобаго и Бразилия.

## Описание
Достига максимален размер от 5 см. На цвят е жълт с черни ивици, заради които носи името си. Има оперкулум. Радулата на всички видове и подвидове е характерна за растителноядни охлюви – с къси и твърди зъбци.

## Отглеждане
Оптимална условия на отглеждане са: температура 22 – 26 °С, pH: 7,0 – 8,5, в бракична или сладка вода.

## Приложения
Охлювът има декоративна стойност в акваристиката, като е сред най-добрите алгояди, справящи се перфектно със „зеленясването“ на стъкла, камъни и корени в аквариума. Поради това е често срещан избор от акваристите като начин за борба с водораслите в аквариума.
- Черупки с характерната зеброва окраска
- Неритина зебра в аквариум